# Heliodor (odrůda jablek)
Heliodor (Malus domestica 'Heliodor') je ovocný strom, kultivar druhu jabloň domácí z čeledi růžovitých. Plody jsou řazeny mezi odrůdy zimních jablek, sklízí se v říjnu, dozrává v listopadu, skladovatelné jsou do dubna. Odrůda je považována za rezistentní vůči některým chorobám, odrůdu lze pěstovat bez chemické ochrany. Jde o diploidní odrůdu.

## Název
S ohledem na zbarvení lze předpokládat, že název kultivar 'Heliodor' byl zvolen podle ceněné drahokamové odrůdy minerálu berylu.

## Historie

### Původ
Byla vyšlechtěna v České republice. Odrůda vznikla zkřížením odrůd  'Golden Delicious'  ×  'Topaz' . Odrůdu zaregistroval Ústav experimentální botaniky AVČR Střížovice.

## Vlastnosti

### Růst
Růst odrůdy je střední až bujný. Koruna je spíše rozložitá. Řez je vhodný, zejména letní řez.

## Plodnost
Plodí střeně brzy, průměrně ale pravidelně. Podle jiných zdrojů plodí hojně.

## Plod
Plod je kulatě kuželovitý, střední velikosti. Slupka hladká, žlutozeleně zbarvená. Dužnina je krémová se sladce navinulou chutí, dobrá.

## Choroby a škůdci
Odrůda je rezistentní proti strupovitostí jabloní a poměrně odolná k padlí. Podle jiných zdrojů je jen málo náchylná k padlí a netrpí sazovitostí.

## Použití
Je vhodná ke skladování a přímému konzumu. Odrůdu lze použít do středních poloh, a pro drobné pěstitele, pro ekologické pěstování bez chemické ochrany.